# موزه پیکاسو
موزه پیکاسو (به کاتالان: Museu Picasso) یکی از بزرگترین مجموعه‌های موجود از آثار پابلو پیکاسو هنرمند قرن بیستم اسپانیا است. این موزه یکی از محبوب‌ترین و پربازدیدترین موزه‌های بارسلون می‌باشد و از پنج ساختمان کنار هم متعلق به قرون وسطی تشکیل شده است.